# Frederik van Frytom

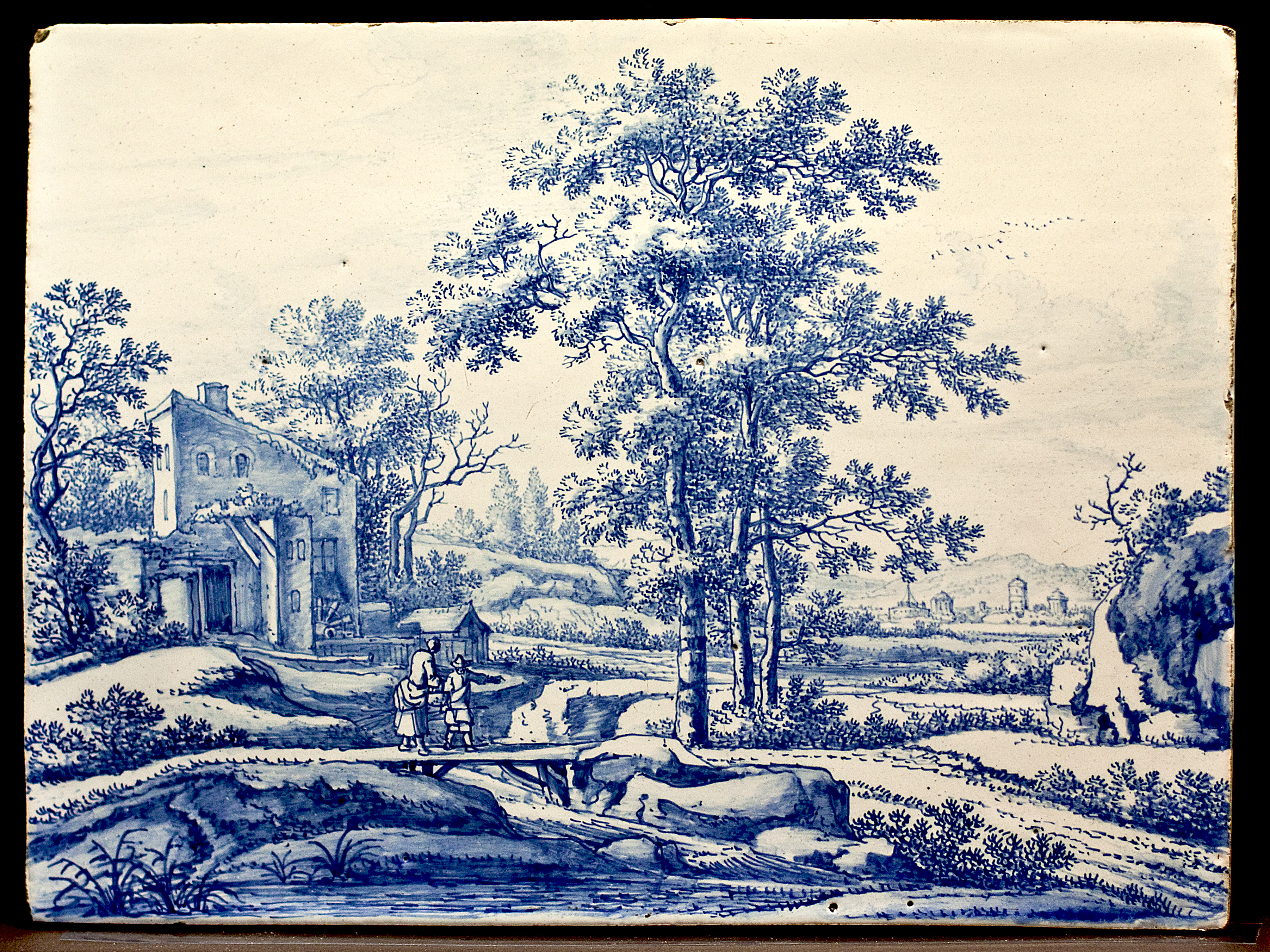
Plaque conservée au Musée Boijmans Van Beuningen.

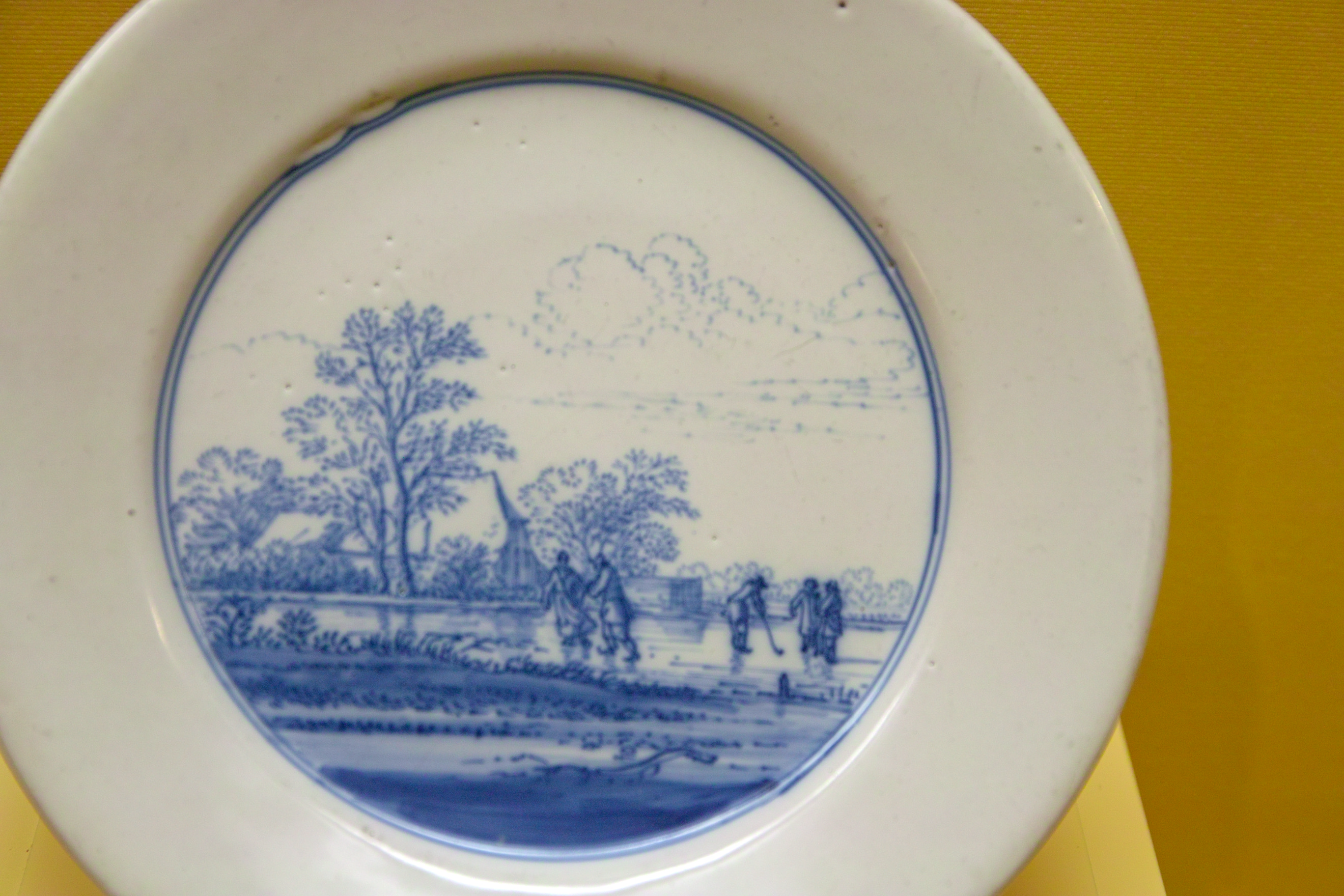
Assiette conservée au musée de Hambourg.

Frederik van Frytom (1632-1702) est le peintre sur faïence le plus connu de Delft.

## Œuvre
Van Frytom est célèbre pour avoir peint des plaques émaillées avec des paysages d'une grande finesse. Plusieurs de ses plaques sont exposées dans de grands musées tels le Rijksmuseum, à Amsterdam, et, en France, les musées de Sèvres et de Rouen.
Il existe même des porcelaines peintes en Chine et au Japon à la fin du XVIIe siècle décorées de paysages inspirés de van Frytom (assiette dite « île de Deshima »). Ces porcelaines étaient destinées à l'exportation vers l'Europe.